# Cellar Darling
Cellar Darling je švýcarská folkmetalová hudební skupina založená v roce 2016. Založili ji Merlin Sutter, Ivo Henzi a Anna Murphy krátce po svém odchodu ze skupiny Eluveitie. Poté podepsali smlouvu s vydavatelstvím Nuclear Blast, pod kterým nahrávali i jako členové Eluveitie a v roce 2017 vydali debutové album This Is the Sound.

## Historie

### Začátky Cellar Darling (od 2016)
V roce 2016 byl bubeník Merlin Sutter požádán, aby odešel ze své tehdejší skupiny Eluveitie. Jeho odchod byl ve skupině dohodnut bez konzultace se zpěvačkou Annou Murphy a kytaristou Ivo Henzim, dalšími dlouhodobými členy Eluveitie. Všichni tři tedy v návaznosti na to kapelu opustili a bez dlouhých diskusí se rozhodli pokračovat spolu v nové kapele. Tu pojmenovali Cellar Darling a začali pracovat na debutovém albu. Během nahrávání spolupracovali s producentem Tommym Vetterlim, který produkoval jejich desky s Eluveitie. Byli ovšem v časové tísni a nestíhali, takže jim Eluveitie, kteří měli hned po nich nahrávat další album, darovali svůj první den natáčení. Debut This Is the Sound vyšel v červnu 2017 pod záštitou vydavatelství Nuclear Blast.
V rámci podpory alba vystupovali Cellar Darling během podzimu 2017 v roli předkapely na dvou evropských turné; jednom skupiny Delain a druhém skupiny Lacuna Coil. Ke konci roku 2017 poté začali členové pracovat na druhém studiovém albu. To bylo vydáno v březnu 2019 a jmenuje se The Spell.

## Sestava
- Anna Murphy – zpěv, niněra
- Merlin Sutter – bicí
- Ivo Henzi – kytara, basová kytara

## Diskografie
- This Is the Sound (2017)
- The Spell (2019)